# LZ 129 (飛行船)

ヒンデンブルクと大型飛行機との比較
H-4, An-225, ボーイング747-8、ボーイング747、エアバスA380

LZ 129
（1936年、レイクハースト海軍飛行場）
- 用途：旅客機
- 製造者：
- 運用者： ドイツ国 ドイツ・ツェッペリン運航会社（ドイツ語版）
- 初飛行：1936年
- 退役：1937年
- 運用状況：墜落（爆発による）

LZ 129（独: Deutsches Luftschiff Zeppelin #129, 登録符号：D-LZ 129）「ヒンデンブルク」は、ドイツの旅客輸送用巨大硬式飛行船。今日までに作られたあらゆる飛行機械の中で最も巨大な、ヒンデンブルク級飛行船の1番船である。2番船にグラーフ・ツェッペリン二世がある。
ヒンデンブルクという名は、1925年から1934年までドイツ大統領だったパウル・フォン・ヒンデンブルク（1847年 - 1934年）の名をとったものである。
1936年3月に運航を開始し、第2シーズンの最初の北アメリカ行き大西洋横断飛行の最後に爆発火災で破壊されるまで、14か月間運航した。爆発事故は1937年5月6日、ニュージャージー州マンチェスター・タウンシップにあるレイクハースト海軍航空基地に着陸時に発生し、36名が死亡した。旅客輸送能力は最大72名に達しており事故当時旅客36名・乗組員61名が乗船していた。犠牲者は旅客13名・乗組員22名・地上整備士1名だった。この出来事は、映画、写真、ラジオなどの各メディアで広く報道された。

## 設計と開発
ヒンデンブルクの構造材はジュラルミン製で、全長に沿って15枚の大観覧車のような隔壁が取りつけられていた。そしてそれにはさまれて16個の木綿製のガス嚢が置かれた。各隔壁はその外周に置かれる縦の桁によって強化されていた。飛行船の外皮は、紫外線から気嚢を保護するためと、オーバーヒートの原因となる赤外線から守るためにドープを塗った木綿でできていた。しかし、使われた薬品はアルミニウムと酸化鉄の混合で、激しく熱せられるといわゆる「テルミット反応」を起こすものであった。

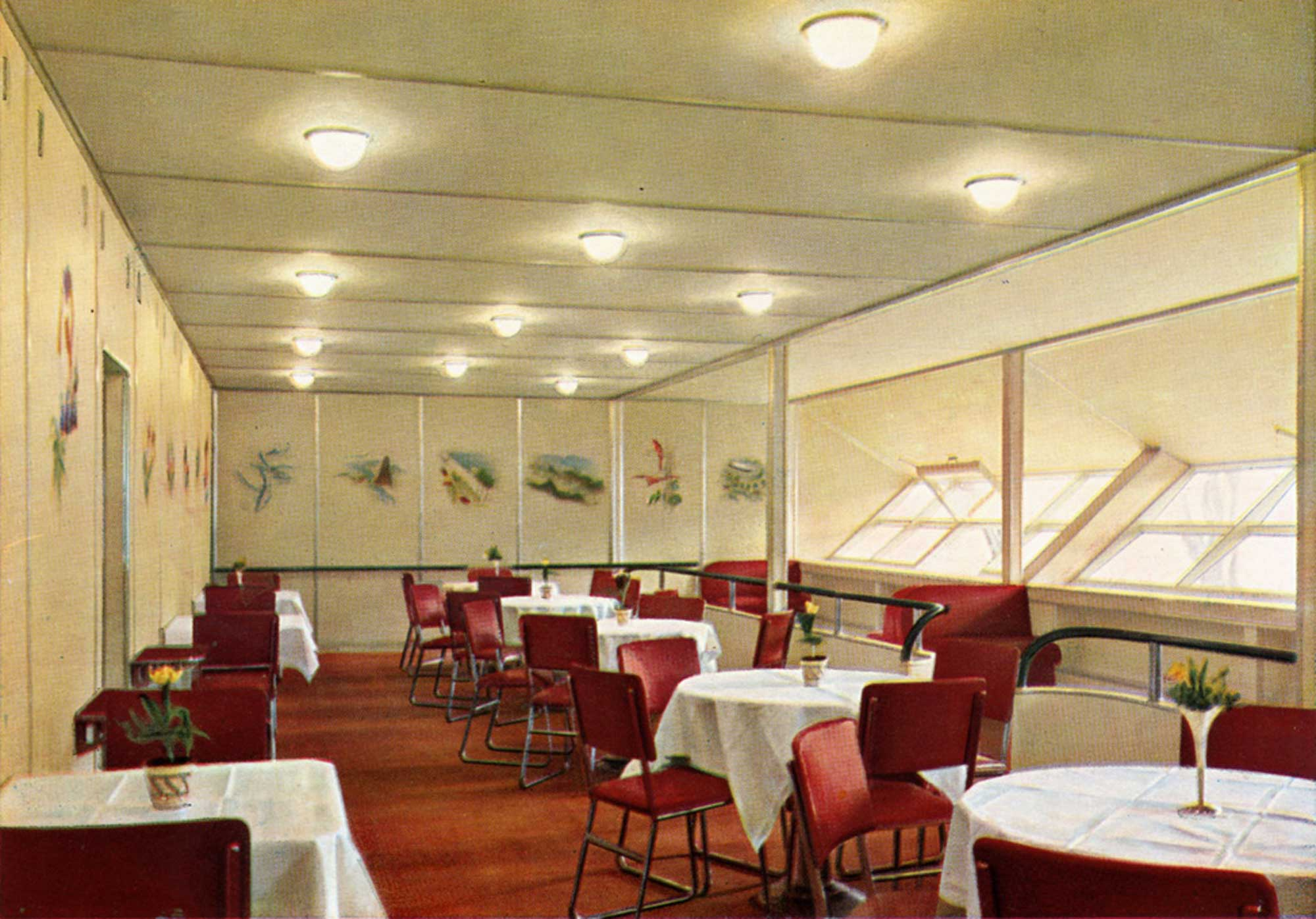
ダイニングルームを描いた画

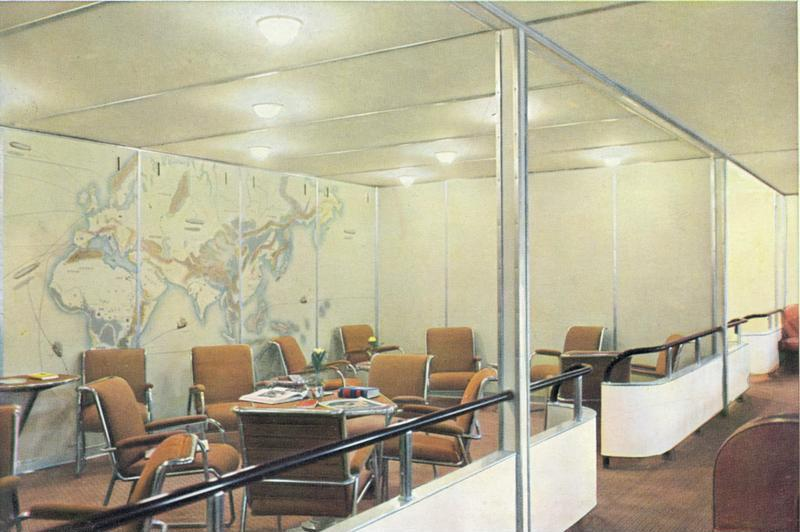
ラウンジを描いた画

ヒンデンブルクの内装は、プルマンコーチや外洋客船、ドイツ海軍の軍艦などの経験を持つフリッツ・アウグスト・ブロイハウス教授によってデザインされた。上層のAデッキは、中央に旅客用の小さな区画と大きなパブリックラウンジが並び、ラウンジとダイニングルームが左舷に、ライティングルームが右舷に配置されていた。ダイニングルームの壁にはグラーフ・ツェッペリンの南アメリカへの飛行の絵が描かれていた。ラウンジの壁は枠つきの世界地図に覆われていた。両デッキには、全長にわたって傾斜した長い窓が設けられていた。乗客は、窮屈なキャビンよりむしろこのラウンジで大半の時間を過ごすよう考えられていた。ヒンデンブルクの乗客は、これが史上最も贅沢な航空機であるということを疑わなかった。そして、ただの一人も飛行機酔いにかからなかった。
下層のBデッキには洗面所、乗員用食堂と喫煙ラウンジがあった。グッドイヤー・ツェッペリン社のアメリカ側代表者であるハロルド・G・ディックは次のように回想している。『漏れた水素が一切侵入しないように加圧された喫煙室への唯一の入り口は、回転するエアロックドアを持つバーの向こう側にあった。出ようとする乗客は、火の付いたタバコやパイプを持ち出さないかどうか、バーのスチュワードによってとことん調べ上げられた。』

### 水素の使用
浮揚ガスとしては、飛行船には最も安全であるとして不活性のヘリウムが選ばれたが、当時それはあまりにも高価であり、アメリカ合衆国の天然ガス備蓄から供給されていた。それに比べて水素は、誰にでも安価に生産でき、また水素とヘリウムの比重差から、浮揚できる重量や上昇高度もヘリウムに比べて多大であった。ヘリウムを使用するアメリカの硬式飛行船はガスの徹底的な節約を強いられ、それが活動を妨げていた。
水素で浮揚する飛行船は必要なときにはガスを排出することができたが、高価なヘリウムで浮揚する飛行船は、軽すぎて降下できないときにはガスを排出できず、構造に無理がかかっても力学的な方策を採らねばならなかった。アメリカ合衆国は最初ドイツにヘリウムを売りこもうとしたが、すぐにドイツに対する軍需物資の禁輸が行われたために、ヒンデンブルクは水素を使用するように変更を強いられた。
可燃性の水素を使うことの危険性は明らかだったが、十分な浮揚力を提供する十分な量が用意できるガスは他には存在しなかった。水素を使用することの効果の一つは客室を追加できるということだった。水素による旅客飛行船を一人の死傷者も無く運用した長い歴史を持つドイツは、水素の安全な使用に熟達しているという大きな確信を持っていた。水素とともに飛ぶということは、今日では危険な行為とみられているが、当時は合理的であると考えられたのである。ヒンデンブルクの最初のシーズンは、これを証明したものであった。

## 運航歴
1931年以降5年にわたる断続的な工事の末、ヒンデンブルクは1936年前半についに完成し、3月の最初の3週間に6回の慣熟飛行を行った。ヒンデンブルクはツェッペリン飛行船会社、ドイツ航空省とルフトハンザドイツ航空 (Deutsche Lufthansa AG) が1935年3月に合弁で設立しドイツ・ツェッペリン運航会社 (Deutsche Zeppelin-Reederei GmbH) によって商業運航を行った（この会社は、1935年から1937年まで、グラーフ・ツェッペリン号の最後の2年間の南アメリカへの商業運航も行った）。ヒンデンブルクは大西洋横断の定期旅客輸送を行うために作られた2隻の飛行船の1隻目であったが、実際に商業運航に従事したのは本船のみだった。

### ドイツ飛行
しかし、ヒンデンブルクの最初の公式飛行は本来の目的である大西洋横断旅客輸送でなく、ナチス党の宣伝手段としてであった。初飛行した3月4日の3日後、ドイツ軍はオランダ、ルクセンブルク、ベルギー、フランスと国境を接するラインラントに進駐した。そこは1920年に締結されたヴェルサイユ条約で、ドイツとライン川の西の近隣4ヶ国との間の緩衝区域として非武装化が定められていた場所だった。この行動を「正当化」するため、ヒトラーは速やかに3月29日に国民投票を行うことを宣言した。この国民投票はヒトラーを総統として再信任することと、ロカルノ条約違反であるこのラインラント進駐を「批准する」ことを「ドイツ国民に尋ねる」ためのもので、ヒンデンブルクとグラーフ・ツェッペリンはその過程で重要な役割を担うことになっていた。

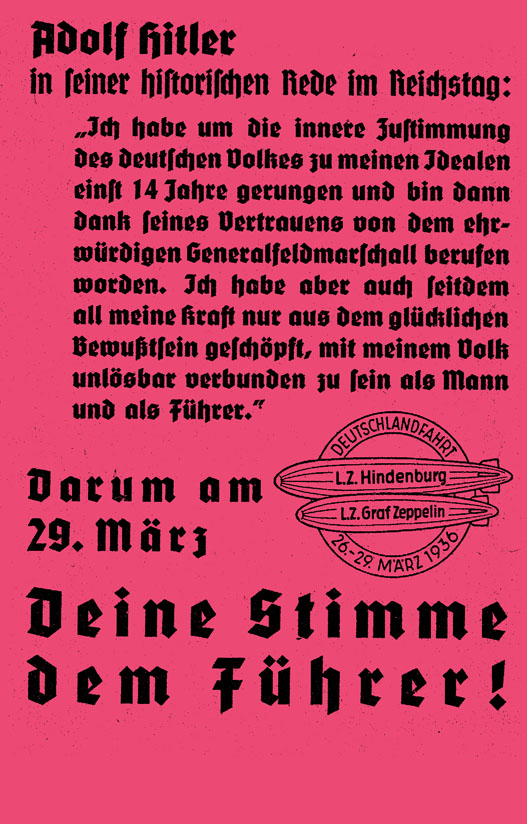
ヒンデンブルクの「ドイツ飛行」の際に投下された宣伝ビラ。ヒトラーの演説を引用し、最後は「あなたの一票を総統に」と結んでいる。

投票の4日前、ドイツの宣伝相ヨーゼフ・ゲッベルスは、2隻の飛行船が3月26日の朝にフリードリヒスハーフェンを一緒に離陸して縦隊を作り、ドイツ上空でいわゆる「ヒトラー再選とラインラント国民投票飛行」（「ドイツ飛行 (Deutschlandfahrt)」）を行うよう要求した。本船の「ヒンデンブルク」という名前は、1年以上も前からそう命名されることが知られていたが、この日ついに船体に書かれたその名が姿を現した。
その朝の風の状態は離陸に適していなかったが、ヒンデンブルクを指揮していたエルンスト・レーマン船長は、速やかに離陸を行うことによってその場に居合わせた政治家たちに感銘を与える決意だった。飛行船はエンジンを最大出力で稼働させて堂々と上昇し始めたが、一陣の風が船を打ち、下方の尾翼が地面に当たり後端が損傷してしまった。フーゴー・エッケナー博士は激怒し、レーマンを次のように非難した。
ヒンデンブルクに応急修理が行われる間、グラーフ・ツェッペリンは単独で宣伝飛行に飛び立った。ヒンデンブルクはやや小型の僚船にその日のうちに合流した。何百万ものドイツ人が見上げる中、2隻の空の巨人はそれから4昼夜にわたってドイツ中を飛行し、その間、宣伝ビラを撒き、大きな拡声器から勇ましい音楽とスローガンをがなりたて、ヒンデンブルク上の仮設のラジオスタジオから選挙演説を放送した。
その「選挙」（それにおいてヒトラーは99パーセントの「賛成」票を獲得した）の2日後、ヒンデンブルクは最初の商業フライトであるリオデジャネイロ行き大西洋横断飛行を行った。エッケナー博士が指揮を取らなかったのはツェッペリン伯爵の死去以来初めてのことだった。博士はレーマン船長が船を指揮している間は、ただの乗客の一人として過ごし、飛行船の行動について一切の口出しをしなかった。
旅行中、エッケナーは不愉快な知らせを聞いた。それは、彼はもはやナチスから「存在しない者」と見なされ、いかなるメディアからも言及されないようになっているというものだった。リオデジャネイロへ向かう途中で1基のエンジンのリストピンが破損するという故障が生じ、レシフェにとどまらざるを得なくなり、全出力で飛行することが出来なくなった。復路、整備士が修理していたところ、別のエンジンにも同じ問題が起こった。ヒンデンブルクは2基のエンジンで動いており、墜落する可能性が高いサハラ砂漠に向けて飛んでいる状態だった。乗組員は、通常、（船の気圧に相当する高さをはるかに越えている）5,000フィート（1,500メートル）の高度を吹いている逆の貿易風を捜すために、船を上昇させた。ヒンデンブルクはその風を3,600フィート（1,100メートル）で捕まえ、フリードリヒスハーフェンに戻ることができた。2基のエンジンは修理によって部分的に出力を回復し、さらに後日オーバーホールされた。その後は、どちらのエンジンにも問題は起きなかった。

### 商業旅客飛行
ヒンデンブルクはフル稼働した最初の（そして唯一の）年である1936年に、アメリカ合衆国へ10回、ブラジルへ7回、計17回の大西洋横断往復飛行を行った。1936年7月には、5日19時間51分という、大西洋往復飛行記録を樹立した。ドイツのボクサー、マックス・シュメリングは、ジョー・ルイスを破ったあと、ヒンデンブルクに乗ってフランクフルトに凱旋した。ヒンデンブルクはその年、308,323キロメートルを飛び、2,798人の乗客と160トンの貨物および郵便物を運んだ。この成功により、ツェッペリン飛行船会社は飛行船隊と大西洋横断サービスの拡大を計画した。
墜落事故を起こすちょうど1年前の1936年5月6日に、ヒンデンブルクはドイツを発ってその年の10回の北米飛行の1回目を行い、3日後にニュージャージー州レイクハーストに到着した。乗客たちにとって船は極めて安定しており（伝えられるところでは、ペンや鉛筆をテーブルに立てても倒れることがなかったという）、離陸しても何人かはそれに気づかず、まだ地上にあると思っていたほどだった。ドイツ・レイクハースト間のチケットは400米ドル（2018年に換算するとおよそ7,345.64米ドル（1ドル110円換算で約80万8千円））で、不況の時代にはかなりの金額であると言えた。ヒンデンブルクの乗客はみな裕福であり、産業界の指導者も多く含まれていた。
ヒンデンブルクはまた宣伝目的のためにも使われ続けた。1936年の夏季オリンピック開会式の行われた8月1日にはベルリンのオリンピックスタジアム上空にも登場した。アドルフ・ヒトラーの到着直前、ヒンデンブルクはゴンドラからオリンピック旗をたなびかせ、大スタジアムの上空を横切った。
最初の年の運行期間中、ヒンデンブルクの音楽サロンには特別なアルミニウム製のブリュートナー・グランドピアノが置かれていた。そのピアノは航空機で使用された最初のピアノであり、ラジオで初めて「空中コンサート」を放送した。このピアノは重量を節減するため、最初のシーズンの後、取り外された。
1936年から1937年にかけての冬の間にいくつかの変更が加えられた。2つのベッドを持つ9つの客室と、4つのベッドを持つ客室1つが追加され、旅客輸送能力は全部で72名となった。加えて、バラストとして使用するために雨水を集める「樋」も取り付けられた。

## 最後の飛行

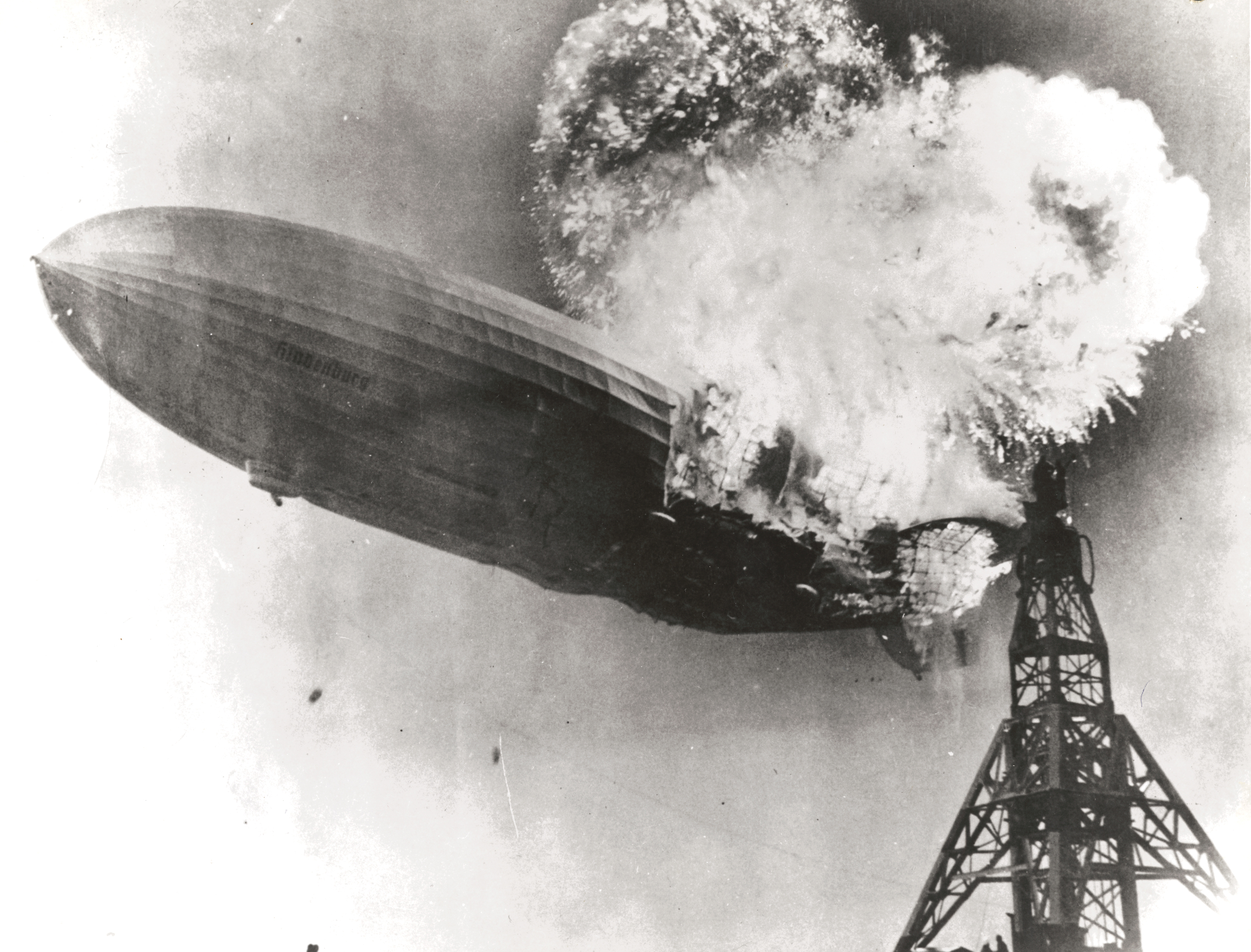
ヒンデンブルクが爆発した瞬間

1937年のシーズンに入ると、ヒンデンブルクは3月下旬に南アメリカへの最初の飛行を行い、その後、その年最初のヨーロッパ・アメリカ合衆国間の周航を行うためにフランクフルトからアメリカ、ニュージャージー州レイクハーストに向けて飛び立った。5月3日の夕方のことであった。強い向かい風で横断は遅れたが、それ以外は順調に進み、3日後には着陸のためのアプローチを開始した。
現地時間5月6日の午後7時ごろ、マックス・プルス船長が操舵するヒンデンブルクは650フィート (200メートル) の高度で、レイクハースト海軍航空基地に接近し、着陸準備を開始した。25分後、係留塔の上空で飛行船は発火し、わずか37秒のうちに完全に炎に包まれた。船上には36人の乗客と61人の乗組員がいたが、乗客13人と乗組員22人が死亡した。また地上整備員も1人が死亡した。事故の犠牲者は合計36人となった。
ナチスの帝国商工会議所保険統制グループの指導者であった軍人でアリアンツ取締役エドゥアルド・ヒルガルドは追悼のあと、「船体には600万マルク、乗客全体には240万マルク（傷害時・永久廃疾時同額）、乗組員一同には傷害時100万マルク（永久廃疾時212万マルク）の保険契約が、いずれもドイツ国内で締結されていた。再保険としては全体の3分の1、傷害保険の5分の1だけがイギリス市場に放下された。ツェッペリン社の25%標準自家保険は数年前に廃止されている」と語った。
火災の原因である最初の発火の位置は今でも議論の対象となっている。多くの説が提唱されたが、事故の原因は今でも確定されていない。水素ガスが漏洩したとしても燃えるのは空気と混合した後である。船体外皮も非常に燃えやすい材料を含んでおり、静電気の火花が燃え移ったというのが多数説となっている。
なお、二号船グラーフ・ツェッペリン二世はドープ材の材質を改善して不燃性を高めたが、すでに飛行船の時代は終わっており、戦時中に「廃船」にされた。

## 大衆文化との関連
- ヒンデンブルクの実際の映像は1937年のチャーリー・チャン映画『チャーリー・チャンとオリンピック (Charlie Chan at The Olympics)』[15]に登場する。そこではチャンが1936年のベルリン・オリンピックに向かう大西洋横断飛行（1936年8月1日-8月16日）に搭乗していた設定になっている。映画は1937年5月21日、実際のヒンデンブルク爆発事故の15日後に公開された。
- レッド・ツェッペリンの同名のアルバムの表紙に爆発する飛行船のイメージが使用された。
- ペンドラゴン・ファンタジー・シリーズの3冊目『The Never War』はヒンデンブルク号爆発事故を題材にしている。
- 映画『インディ・ジョーンズ/最後の聖戦』の最初の劇場公開版では、主人公のインディはヒンデンブルク号に搭乗することになっていた。しかし映画の物語は明らかに1938年以降のものであるのに対し、その時点ではヒンデンブルクはすでに存在していないため、以降のリリースにおいては、飛行船の備品などにあった船名がデジタル処理で削除された[16]。

## 要目
- 乗員: 40 - 61名
- 乗客: 50 - 72名
- 全長: 245 m
- 直径: 41 m
- ガス容量: 200,000 m3
- エンジン: ダイムラー・ベンツ1,200馬力V型16気筒ディーゼル・エンジン4基
- 最高速度: 135 km/h

## 参考資料

### 文献
- 保険銀行時報社「ヒンデンブルク号と保険契約」『保険銀行時報』第3381巻、保険銀行時報社、1937年、9頁。
- Archbold, Rick. Hindenburg: An Illustrated History. Toronto: Viking Studio/Madison Press, 1994. ISBN 0-670-85225-2.
- Birchall, Frederick.  "100,000 Hail Hitler; U.S. Athletes Avoid Nazi Salute to Him". The New York Times, 1 August 1936, p. 1.
- Botting, Douglas. Dr. Eckener's Dream Machine: The Great Zeppelin and the Dawn of Air Travel. New York: Henry Holt & Co., 2001. ISBN 0-8050-6458-3.
- Deutsche Zeppelin-Reederi. Airship Voyages Made Easy (16 page booklet for "Hindenburg" passengers).  Luftschiffbau Zeppelin G.m.b.H., Friedrichshafen, Germany, 1937.
- Dick, Harold G. and Douglas H. Robinson. The Golden Age of the Great Passenger Airships Graf Zeppelin & Hindenburg. Washington, D.C. and London: Smithsonian Institution Press, 1985. ISBN 1-56098-219-5.
- Duggan, John. LZ 129 "Hindenburg": The Complete Story. Ickenham, UK: Zeppelin Study Group, 2002. ISBN 0-9514114-8-9.
- Hoehling, A.A. Who Destroyed The Hindenburg? Boston: Little, Brown and Company, 1962. ISBN 0-445-08347-6.
- Lehmann, Ernst. Zeppelin: The Story of Lighter-than-air Craft. London: Longmans, Green and Co., 1937.
- Majoor, Mireille. Inside the Hindenburg. Boston: Little, Brown and Company, 2000. ISBN 0-316-12386-2.
- Mooney, Michael Macdonald. The Hindenburg. New York: Dodd, Mead & Company, 1972. ISBN 0-396-06502-3.
- National Geographic. Hindenburg's Fiery Secret (DVD). Washington, DC: National Geographic Video, 2000.